# 1226 w literaturze
Wydarzenia literackie w 1226 roku.

## Zmarli
- Franciszek z Asyżu, włoski święty Kościoła katolickiego